# Geoffrey de Anjou
Geoffrey de Anjou (n. 24 august 1113, Angers, Franța – d. 7 septembrie 1151, Château-du-Loir, Pays de la Loire, Franța), cunoscut și ca Geoffrey Plantagenet, a fost conte de Anjou și Maine între 1129-1151 și duce de Normandia între 1144-1150.